# 나나쓰보시 in 규슈
나나쓰보시 in 규슈(일본어: ななつ星in九州:ななつぼし イン きゅうしゅう, 영어: SEVEN STARS IN KYUSHU 세븐 스타즈 인 큐슈[*])는 큐슈여객철도(JR 규슈)가 운행하는 주유형 임시 침대열차(크루즈 트레인)이다.

## 개요

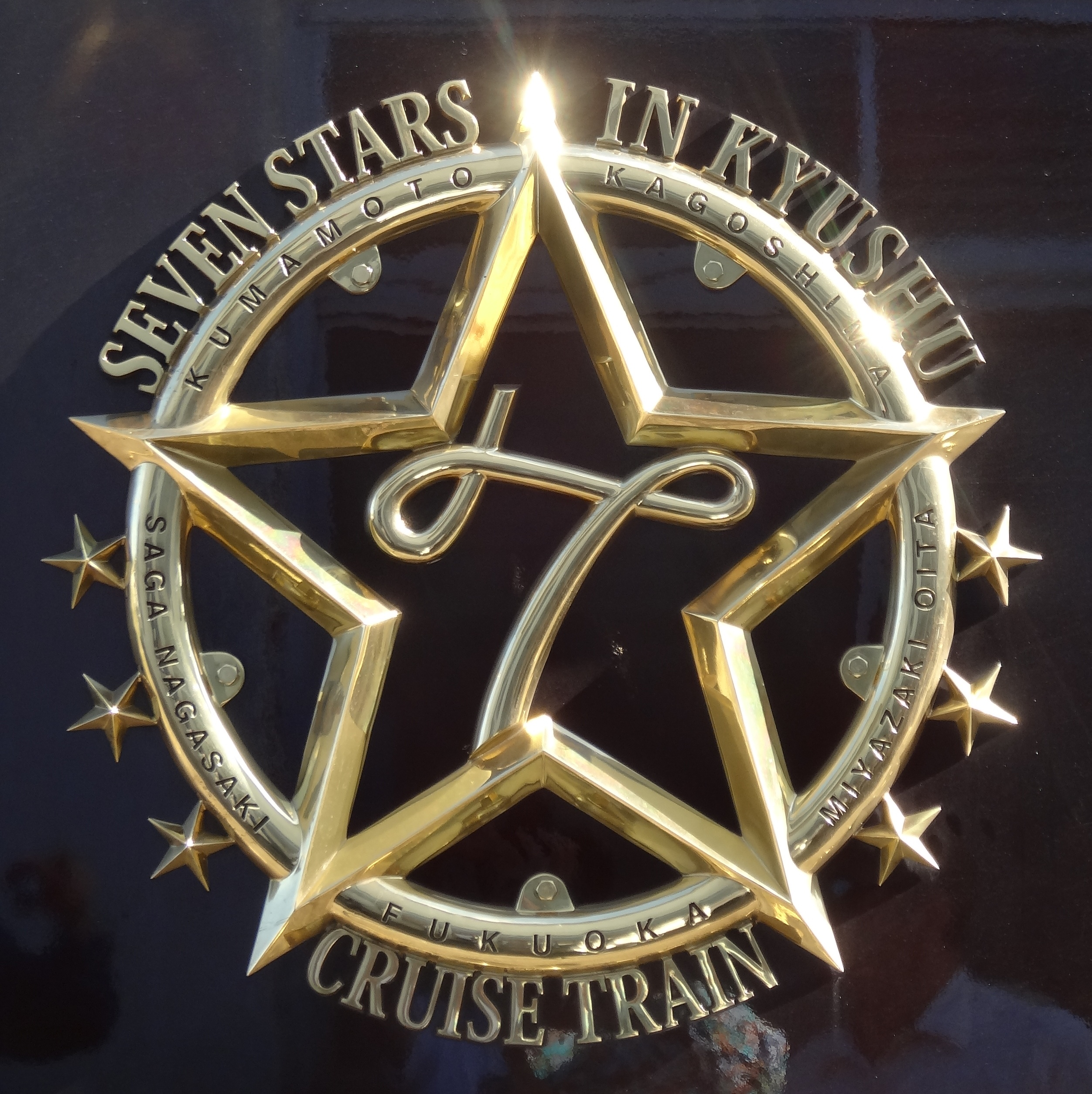
"나나쓰보시 in 규슈"의 엠블럼
(하야토역, 2013년 10월)

규슈 각지를 다니며 자연, 음식, 온천, 역사 등을 즐기는 것을 목적으로 한 관광열차이다. 2013년 10월 15일에 운행을 개시했다. 1인당 가격은 1박2일 코스는 15만엔 ~ 40만엔(차내 숙박), 3박4일 코스는 38만엔 ~ 95만엔(2박은 차내 숙박, 1박은 료칸 숙박)이며, 간토 지방 및 간사이 지방에 거주하는 일본 국내 관광객 및 기타 아시아 지역에 거주하는 고소득층의 이용이 예상되고 있다.
열차명 중 "나나쓰보시"는 일본어로 "7개의 별"을 뜻하는데, 이는 규슈 7개 현(후쿠오카현, 사가현, 나가사키현, 구마모토현, 오이타현, 미야자키현, 가고시마현) 및 규슈의 주요 7개 관광 소재(자연, 음식, 온천, 역사 문화, 파워 스폿, 인정(人情), 열차), 7량 편성의 객차를 표현한 것이다.
JR 규슈에서는 본 차량을 "어른의 공간"(大人の空間)으로 설정하였으며, 투어 참가자는 중학생 이상이어야 한다. 일정 중에서 첫날에 라운지 "긴세이"에서 집합할 때에는 스마트 캐주얼을, 차내에서 저녁 식사를 할 때에는 세미포멀을 입어야 한다. 운동복이나 데미지가 많은 청바지는 입을 수 없으며, 기모노를 입은 경우를 제외하고는 샌들을 신을 수 없다. 티셔츠나 반팔, 반바지는 하차 관광 시에만 입을 수 있다. 차내는 전면 금연 구역이며, 텔레비전은 설치되어 있지 않다.
본 열차 여행 신청 시에는 참가자 전원의 이름을 등록해야 한다. 티켓 구입 후, 1명의 이름을 변경할 경우 명의변경수수료 1만 엔이 필요하다. 재판매 방지를 위해 2명 모두의 이름을 바꿀 수는 없다.
2014년, 블루넬 상을 수상하였다.
2016년, 제1회 일본서비스상내각총리대신상을 수상하였다.
운행 개시로부터 3년 이상 지난 현재도 인기가 높으며, 2017년 기준으로 신청 배율이 약 22배이며, 여행에 5번 참가한 사람도 있다.

## 연혁
이 계획은 이전부터 JR큐슈의 디자인 고문인 미토오카 에이지가 구상했던 것으로, 열차명 등의 공식 발표 이전에는 '크루즈 트레인'(クルーズトレイン) 등의 가칭으로 불렸었다.
- 2011년
  - 1월 30일 - JR큐슈에서 구상을 발표함.[16]
  - 5월 28일 - JR큐슈에서 열차명과 기타 상세한 내용을 발표함.[4]
- 2012년
  - 10월 1일 ~ 31일 - 제1기(2013년 10월 ~ 12월 출발분) 예약 접수함. 정원의 7배 이상의 사람이 응모하였기 때문에, 추첨으로 여행자를 뽑음.[18] 2013년 10월 ~ 12월 출발분의 평균 배율은 7.27배였다.[19]
- 2013년
  - 4월 2일 - 하카타역의 전용 라운지 '긴세이'에서 여행 상담 및 대면 판매를 개시함.
  - 7월 2일 - 견인기 DF200-7000이 제조사인 가와사키 중공업 효고 공장에서 검게 랩핑된 상태로 오이타로 갑종회송됨.[20]
  - 7월 18일 - 77계 객차 중, 히타치 제작소 가사토 사업소 제작분인 4~7호차가 검게 랩핑된 상태로 고쿠라로 갑종회송됨.[21]
  - 8월 15일 - 고쿠라종합차량센터 제작분인 객차를 포함하여, 모든 차량이 JR큐슈 관내에서의 본선 시운전을 개시함.
  - 9월 13일 - 기관차와 객차가 랩핑을 벗긴 상태로 공개됨.[22]
  - 10월 15일 - 운행 개시.[4][5]
- 2014년
  - 10월 31일 - 블루넬 상을 수상함.[11]
- 2015년
  - 9월 10일 - 히사쓰 오렌지 철도와 2016년 봄부터 3박 4일 코스의 셋째 날에 히사쓰 오렌지 철도선을 경유하기로 합의함.[23][24][25]

## 참고 문헌
- 도미타 지카히로 (JR 규슈 운수부 차량과) (2014년 4월). “クルーズトレイン ななつ星in九州の概要” [크루즈트레인 나나쓰보시 in 규슈의 개요]. 《철도 저널》 (일본어) (철도저널사) (570): 73~77.
- “RAILWAY TOPICS”. 《철도저널》 (일본어) (철도저널사) (550): 146. 2012년 8월.
- “鉄道のテクノロジー Vol.16 新幹線2014” [철도의 테크놀로지 Vol.16 신칸센 2014] (일본어). 산에이쇼보. 2014. ISBN 978-4-7796-2026-3.

## 같이 보기
- 조이풀 트레인
- 트레인 스위트 시키시마 - 동일본여객철도(JR 동일본)가 운행하는 주유형 임시 침대열차(크루즈 트레인)
- 트와일라이트 익스프레스 미즈카제 - 서일본여객철도(JR 서일본)가 운행하는 주유형 임시 침대열차(크루즈 트레인)